# جان اسمیت (قایقران روئینگ آفریقای جنوبی)
جان اسمیت (انگلیسی: John Smith؛ زادهٔ ۱۲ ژانویهٔ ۱۹۹۰) قایقران روئینگ اهل آفریقای جنوبی است.
وی در مسابقات کشوری و بین‌المللی در مجموع برندهٔ ۲ مدال طلا شده‌است.